# Star Wars: Obi-Wan & Anakin
Star Wars: Obi-Wan & Anakin, nota anche come Obi-Wan & Anakin, è una miniserie a fumetti statunitense in cinque numeri ambientata nell'universo fantascientifico di Guerre stellari.
Annunciata il 10 ottobre 2015, la miniserie è uscita per la prima volta il 6 gennaio 2016 e si è conclusa il 25 maggio dello stesso anno. Pubblicata dalla Marvel Comics, scritta da Charles Soule e disegnata da Marco Checchetto è ambientata tra La minaccia fantasma e L'attacco dei cloni. Le vicende ruotano attorno al maestro Jedi Obi-Wan Kenobi, che ha preso da tre anni Anakin Skywalker come suo apprendista padawan.

## Trama
L'aiuto del maestro Jedi Obi-Wan Kenobi e del suo padawan Anakin Skywalker viene richiesto sul remoto pianeta Carnelion IV. Prima di partire, Anakin aveva espresso la sua intenzione di lasciare l'ordine Jedi poiché, nonostante le sue incredibili capacità con la spada laser, era incapace di controllare le proprie emozioni. Giunti sul pianeta Obi-Wan e Anakin trovano un mondo di rovine, conseguenza di un'antica guerra tra popoli. Improvvisamente appaiono nei cieli di Carnelion IV due aeronavi in guerra tra loro, appartenenti alle fazioni degli aperti e dei chiusi. Obi-Wan e Anakin mettono fine allo scontro. Senza le loro aeronavi, aperti e chiusi sono costretti a viaggiare insieme sul veicolo riparato da Anakin, incuriositi entrambi dal racconto dei due Jedi di aver ricevuto una richiesta di soccorso da qualcuno del pianeta.
Mentre sono in volo con l'aeronave riparata, Obi-Wan, Anakin, aperti e chiusi si imbattono in un aquilone che trasporta un antico medaglione, uno dei misteriosi doni del cielo. Durante un attacco di umanoidi chiamati "pescatori", Madre Pran e Kolara, della fazione degli aperti, decidono di fuggire rapendo Anakin mentre Obi-Wan è impegnato a respingere l'attacco nemico. Mentre Anakin rimane prigioniero di Madre Pran, Obi-Wan raggiunge il punto da dove è stata lanciata la richiesta d'aiuto e trova Sera il Raccoglitore, la custode di un museo in cui raccoglie tutta la tecnologia sopravvissuta alla guerra tra aperti e chiusi e da cui invia i misteriosi aquiloni con oggetti d'arte del passato nella speranza di incuriosire i giovani abitanti del pianeta e distoglierli dalla guerra.
Mentre Madre Pran e gli altri aperti partono per uccidere il Raccoglitore con i macchinari riparati da Anakin, il giovane Padawan convince Kolara e gli altri giovani che la guerra non è l'unico futuro possibile e che il Raccoglitore può ridare speranza. Obi-Wan nel frattempo deve difendersi dall'attacco delle due fazioni, intenzionate entrambe ad eliminare la possibile distrazione dei giovani per proseguire il conflitto. Anakin salva il suo maestro e insieme inviano un messaggio all'ordine Jedi che interviene immediatamente e fa cessare le ostilità sul pianeta. Obi-Wan spiega al suo padawan che essere un Jedi non comprende solo usare spade laser ma riguarda soprattutto il far parte di qualcosa di più grande; questo convince Anakin a restare nell'ordine e a completare il suo addestramento.

## Pubblicazione
La miniserie Obi-Wan & Anakin è stata scritta da Charles Soule, disegnata da Marco Checchetto e pubblicata da Marvel Comics dal 6 gennaio al 25 maggio 2016 in cinque numeri. I cinque albi sono stati poi raccolti in un'edizione raccoglitore cartonata, pubblicata il 19 luglio 2016.
L'edizione italiana è stata edita da Panini Comics. Il primo numero è uscito il 24 novembre 2016 all'interno dello spillato Darth Vader #16, e l'ultimo il 23 marzo 2017 in Darth Vader #20. Il volume raccoglitore è stato invece pubblicato il 9 novembre 2017.
| N° | Titolo  | Pubblicazione statunitense | Pubblicazione italiana              |
| -- | ------- | -------------------------- | ----------------------------------- |
| 1  | Parte 1 | 6 gennaio 2016             | 24 novembre 2016 in Darth Vader #16 |
| 2  | Parte 2 | 3 febbraio 2016            | 22 dicembre 2016 in Darth Vader #17 |
| 3  | Parte 3 | 23 marzo 2016              | 26 gennaio 2017 in Darth Vader #18  |
| 4  | Parte 4 | 20 aprile 2016             | 23 febbraio 2017 in Darth Vader #19 |
| 5  | Parte 5 | 25 maggio 2016             | 23 marzo 2017 in Darth Vader #20    |